# Sabeldans
Sabeldans (Armeens: Սուսերով պար, Suserov par, Russisch: Танец с саблями, Tanets s sablijami) is een compositie van Aram Chatsjatoerjan.
Het is veruit het populairste werk van deze componist uit de Kaukasus. Deze van oorsprong Koerdische dans met sabels componeerde Chatsjatoerjan voor zijn ballet Gayaneh dat de hele wereld over ging. De Sabeldans maakt deel uit van het slot van de vierde akte van het ballet als ook in de Suites nr. 3 en nr. 4 die de componist uit de balletmuziek samenstelde. De eerste uitvoering van die sabeldans zit dank ook verstopt in de première van het ballet, dat op 9 december 1942 plaatsvond in Perm; uitvoerende was het Kirov Ballet uit Sint-Petersburg, dat toen onder vuur lag tijdens de Tweede Wereldoorlog. Dat het balletmuziek is, blijkt ook uit de vele kunstschaatsers, schoonzwemmers en turners, die het bij hun oefeningen/kurs gebruikten. 
Er zijn in 2022 meer dan 150 opnamen van dit werk in omloop, variërend van de oorspronkelijke opzet via jazz tot een arrangement voor accordeon solo. Daartussen zit muziek voor allerlei solo-instrumenten en/of ensembles. Ook binnen de uitvoerenden is de diversiteit groot van Oscar Levant, Cor de groot, James Last, Spike Jones, Woody Herman (met foxtrotritme) tot Ekseption. Die band legde het rond 1969 vast voor hun studioalbum Ekseption en nam het als B-kant voor hun single The 5th. Rockband Love Culture had er in 1969 een bescheiden hitje mee.
Het werk kent een driedelig opzet. Het begint in puntig staccato met chromatiek en glissando's, het middelsegment is juist legato (gebonden) en zangerig om af te sluiten met een slot weer in staccato met syncopen en modulaties.
Chatsjatoerjan schreef het werk voor een symfonieorkest:
- 3 dwarsfluiten, 3 hobo's, 3 klarinetten, altsaxofoon, 2 fagotten
- 4 hoorns, 3 trompetten, 3 trombones, 1 tuba
- pauken, percussie waaronder xylofoon,  harp, celesta/piano
- violen, altviolen, celli, contrabassen